# Cremlino di Pskov
Il Cremlino di Pskov, chiamato anche "Pskovskij Krom" (in russo Псковский Кром (Кремль)?), è il nucleo del sistema di fortificazioni della città russa di Pskov. Situato alla confluenza dei fiumi Pskova e Velikaja, occupa una superficie di 3 ettari. Al suo interno si trova la cattedrale della Trinità.

## Storia

Vista panoramica dell'interno del Cremlino di Pskov con la cattedrale della Trinità e la torre campanaria

La data esatta di costruzione del cremlino non è nota. Tuttavia, è probabile che si tratti di una delle fortezze più antiche della Russia. Uno dei primi edifici a sorgere fu una cattedrale in legno consacrata alla Trinità nel X secolo. Secondo la tradizione fu la principessa Olga di Kiev a farla edificare. Nel periodo della Repubblica di Pskov il cremlino, inizialmente costituito da fortificazioni in legno, divenne il centro politico e spirituale della comunità.
Nel 1510 la Repubblica di Pskov fu inglobata nella Moscovia ed il cremlino fu saccheggiato. Il ruolo centrale che la struttura aveva assunto nei secoli precedenti andò perduto. Tra il 1682 ed il 1699 fu ricostruita nella forma attuale la cattedrale della Trinità. Durante il regno di Pietro I il cremlino acquisì nuovamente un ruolo strategico in connessione con la grande guerra del nord. A metà del XIX secolo le antiche mura e le torri di guardia furono oggetto di un intervento di restauro affidato al celebre architetto Konstantin Thon.
Durante la seconda guerra mondiale Pskov subì l'occupazione delle truppe tedesche e i suoi monumenti furono fortemente danneggiati. Dal 1960 l'area del cremlino è considerata complesso museale. In seguito un'intensa attività di scavi archeologici si affiancò alle iniziative di restauro. Il 27 aprile 2010 un incendio distrusse i tetti di due delle torri del cremlino, la Rybnickaja e la Vlas'evskaja.

## Monumenti
Oltre alle mura, note come "Dovmontov Gorod" in onore di Dovmont di Pskov, il complesso architettonico del cremlino ospita:
- La torre campanaria risalente al 1830.
- La cattedrale della Trinità, ricostruita nel XVII secolo;
- Le torri di guardia, elemento caratteristico di questo tipo di fortezze;

## Galleria d'immagini

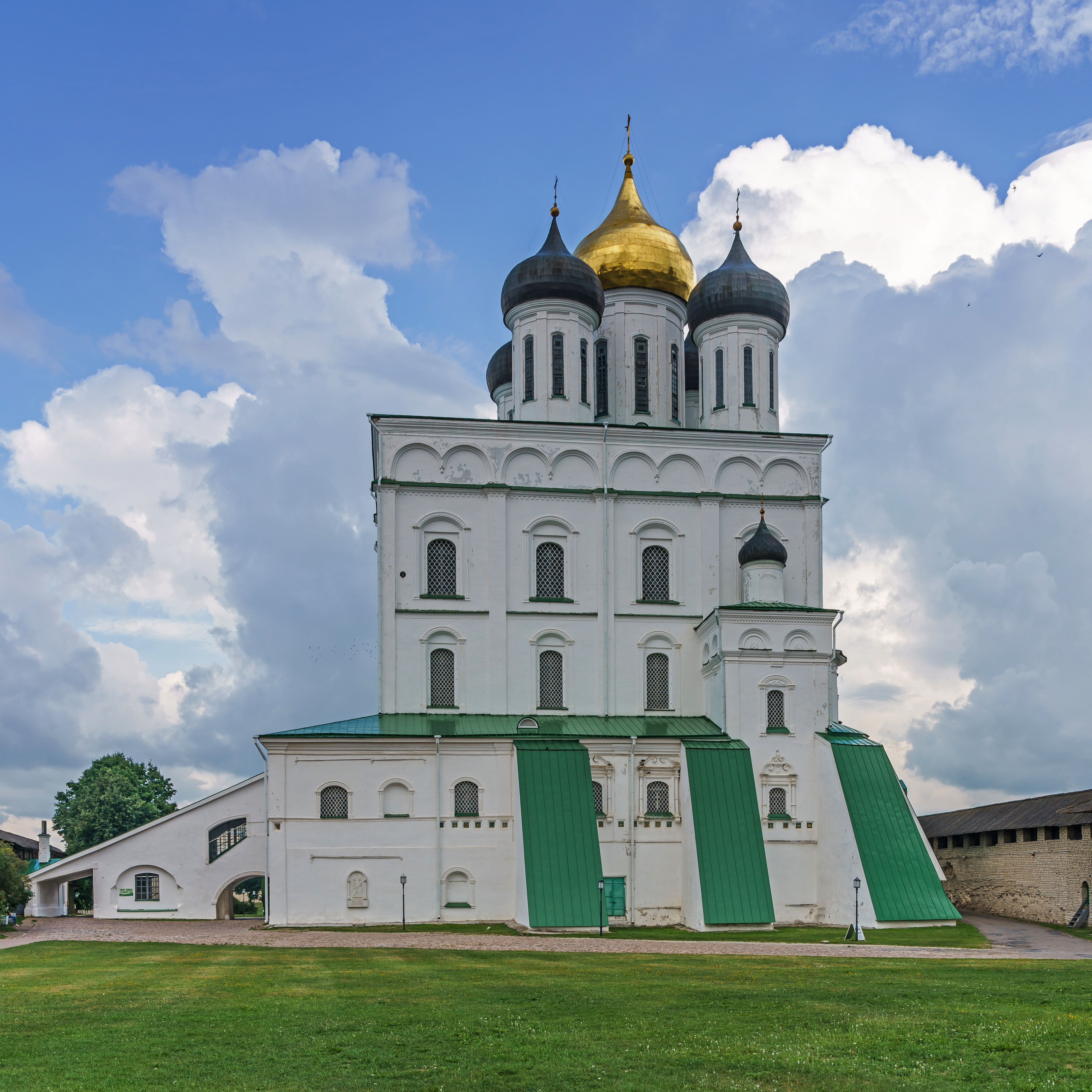
La cattedrale della Trinità
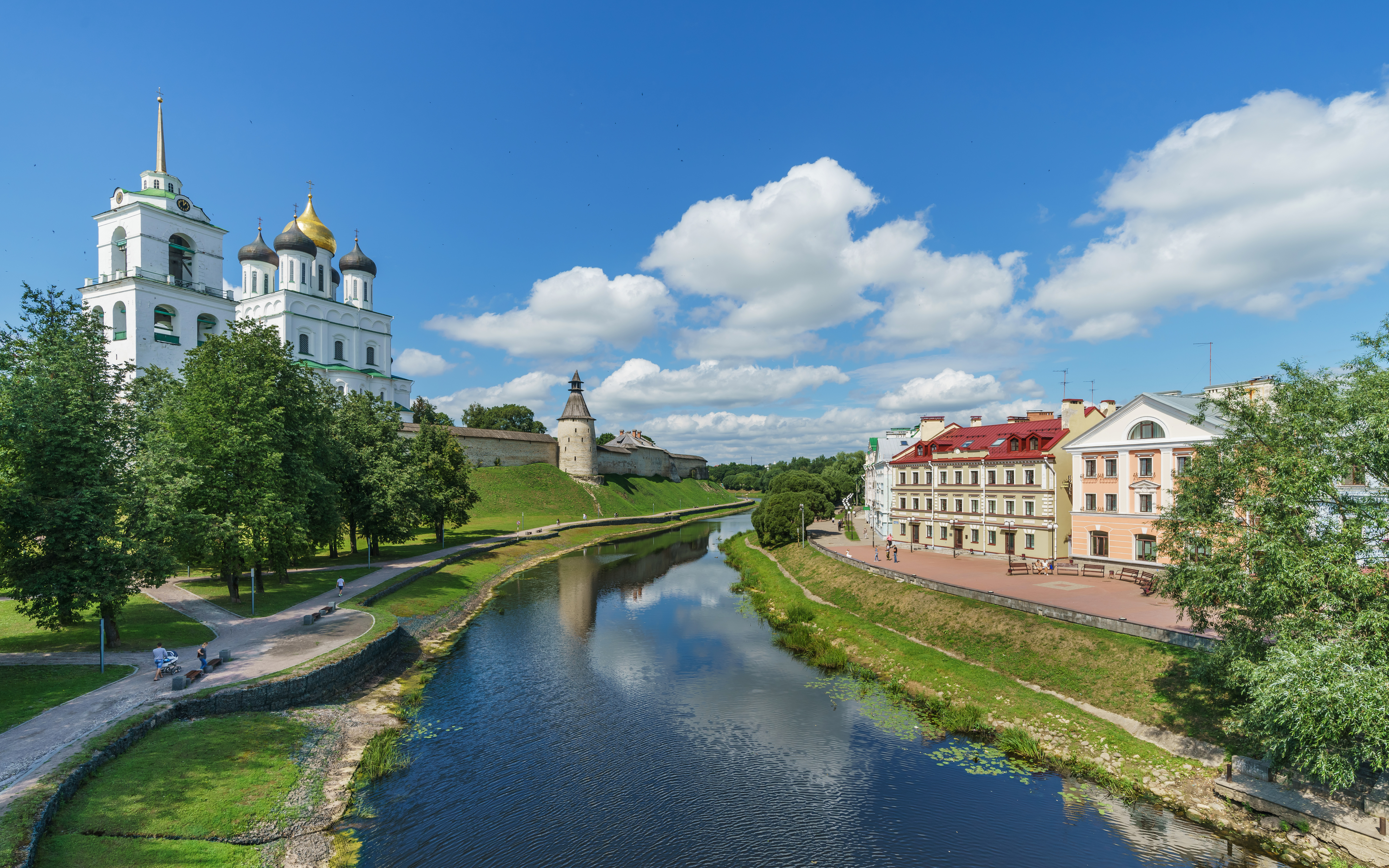
Vista del Cremlino di Pskov dal fiume Pskova
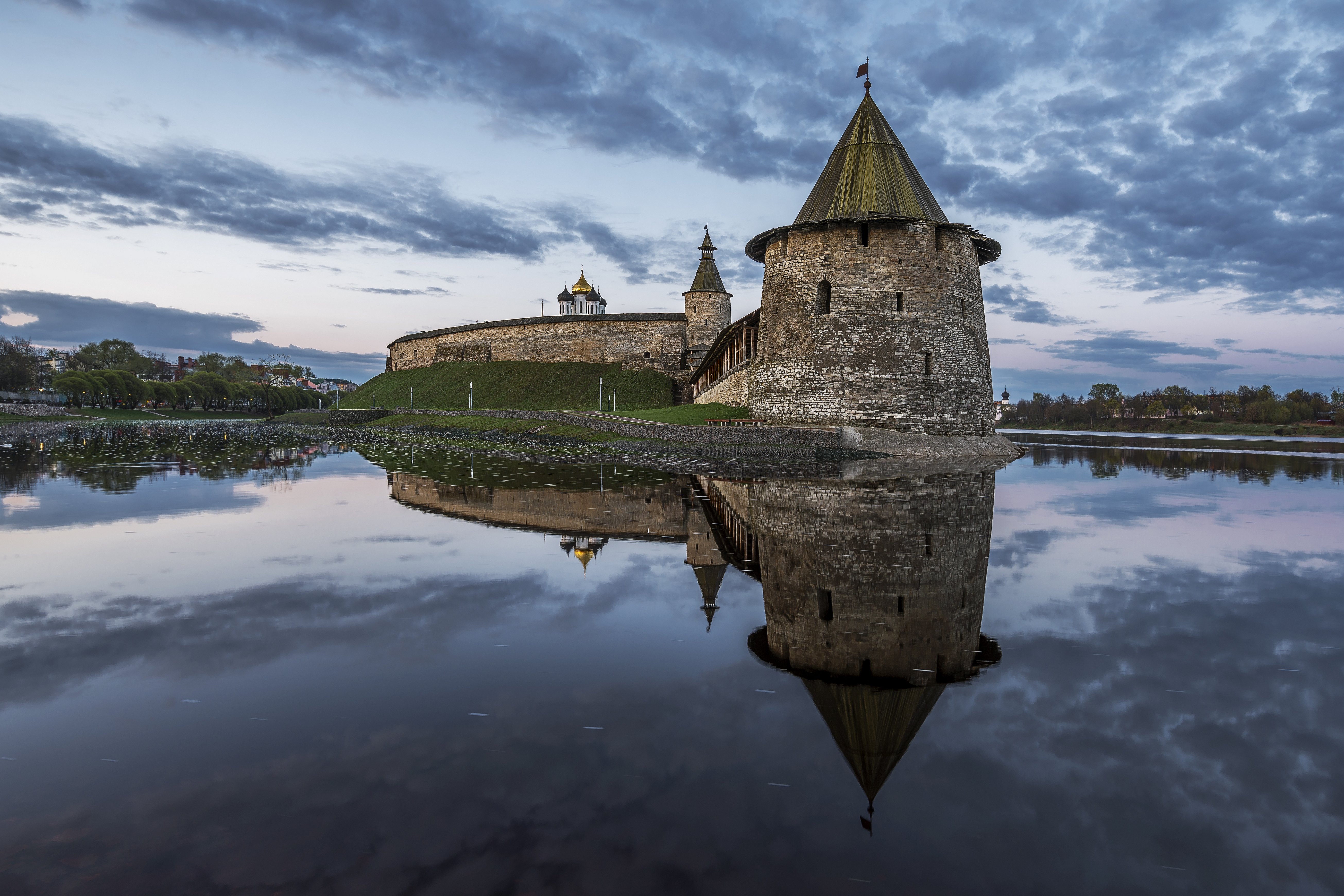
Torre Piatta Ploskaja Bašnja Плоская башня
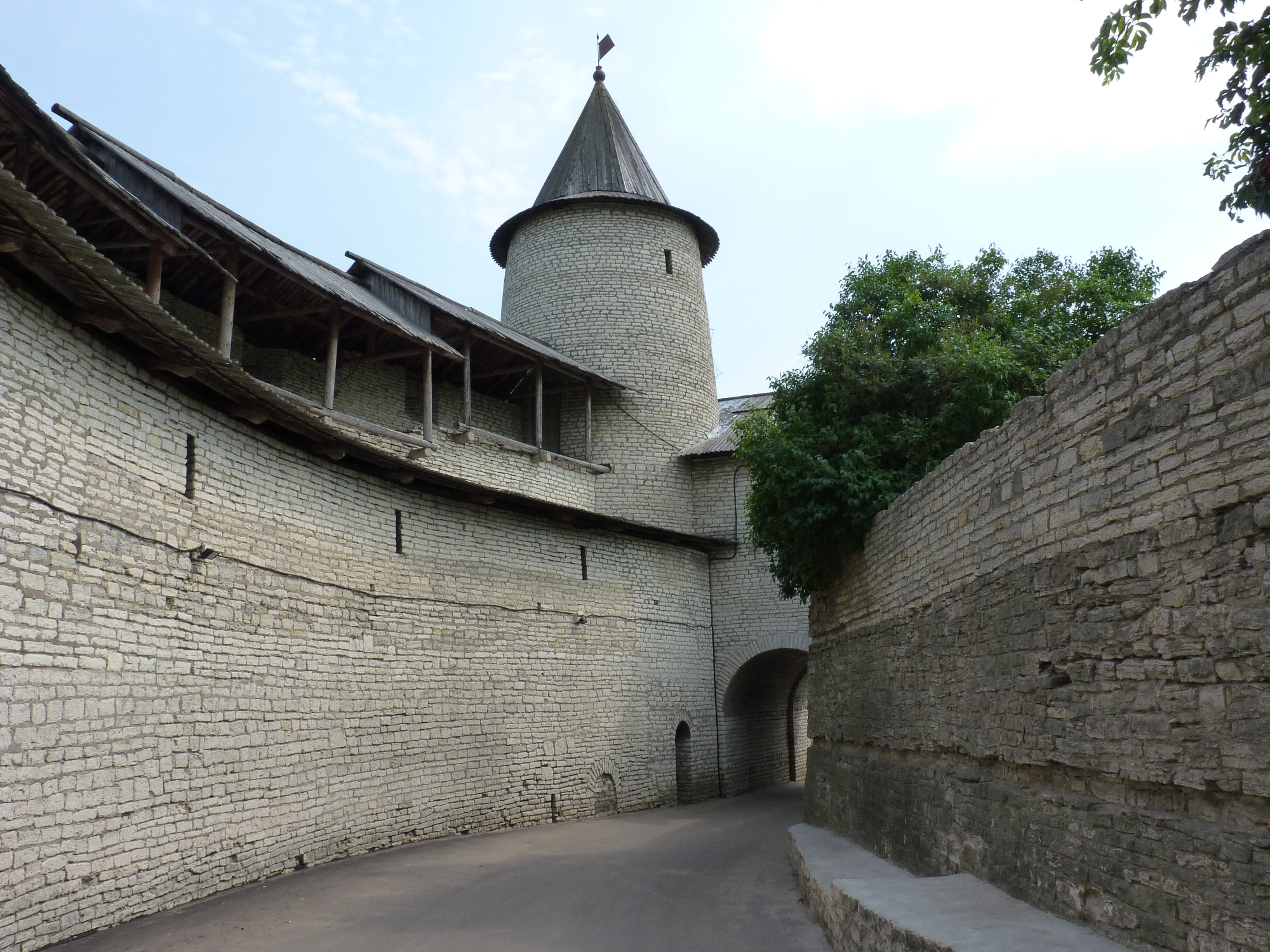
Torre della Trinità Troickaja Bašnja Троицкая башня
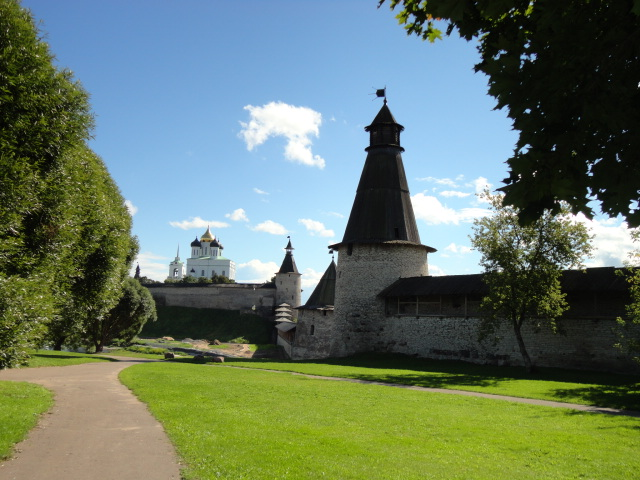
Torre Alta Vysokaja Bašnja Высокая башня
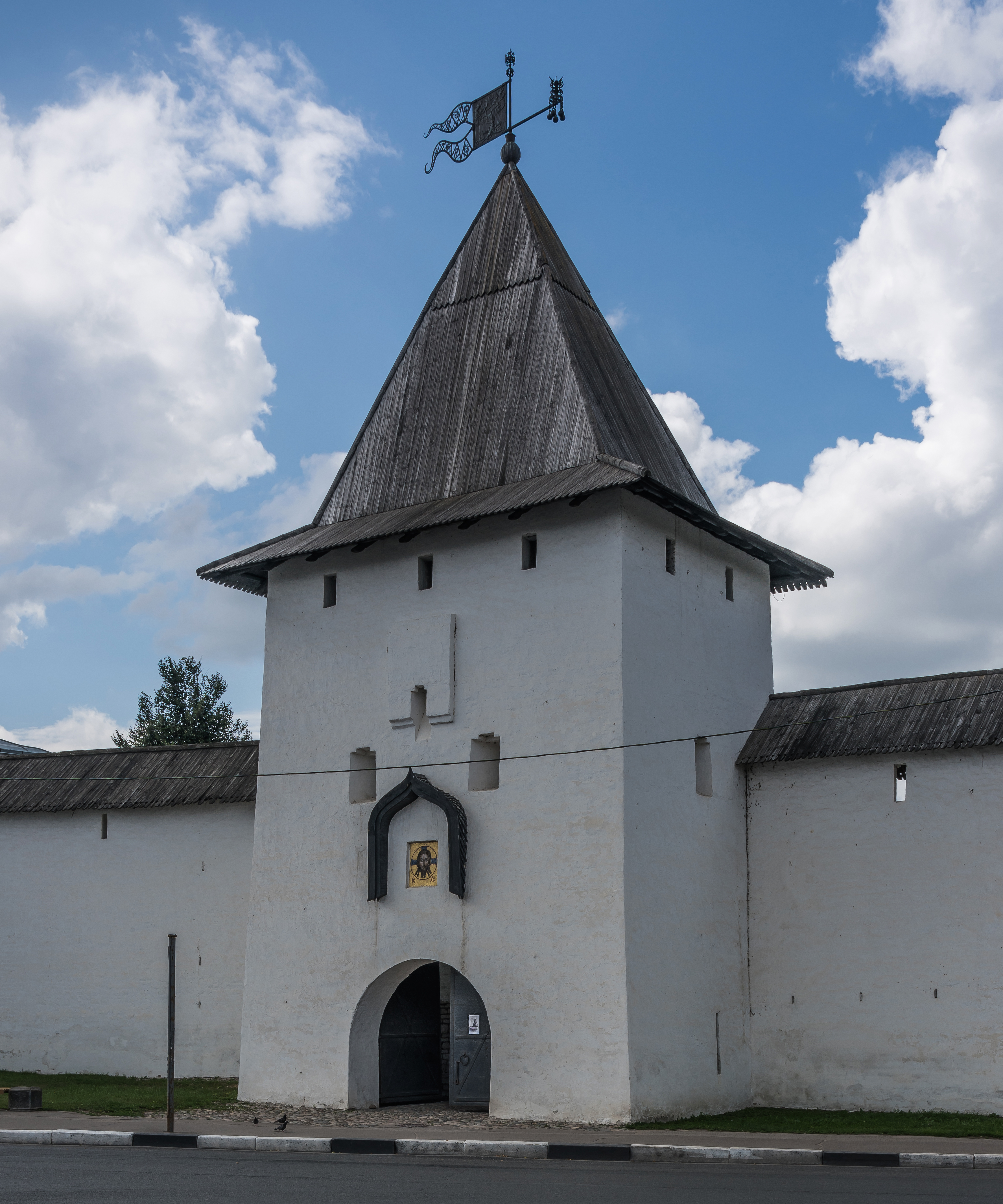
Torre del Pescivendolo Rybnickaja Bašnja Рыбницкая башня
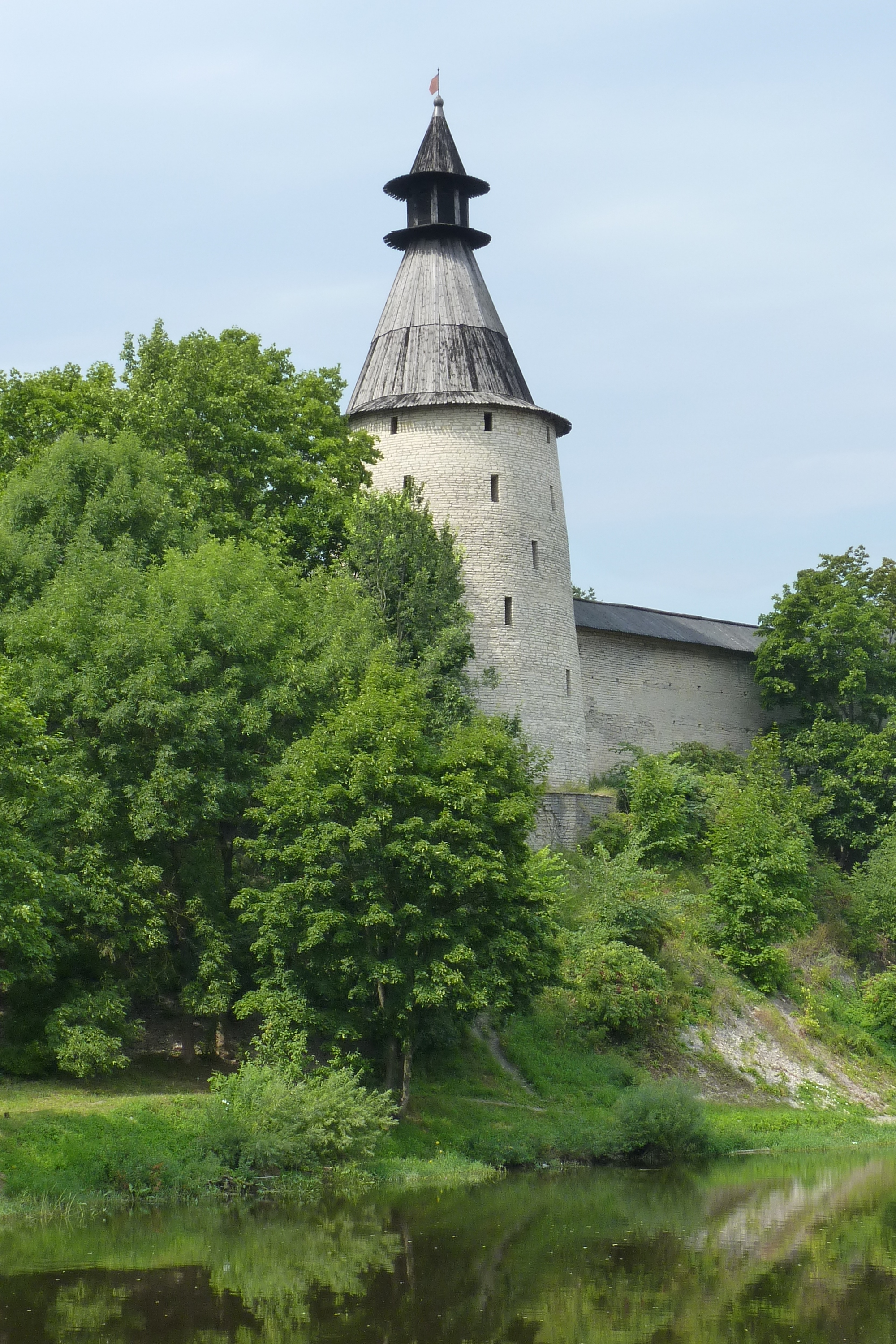
Torre Media Srednjaja Bašnja Средняя башня
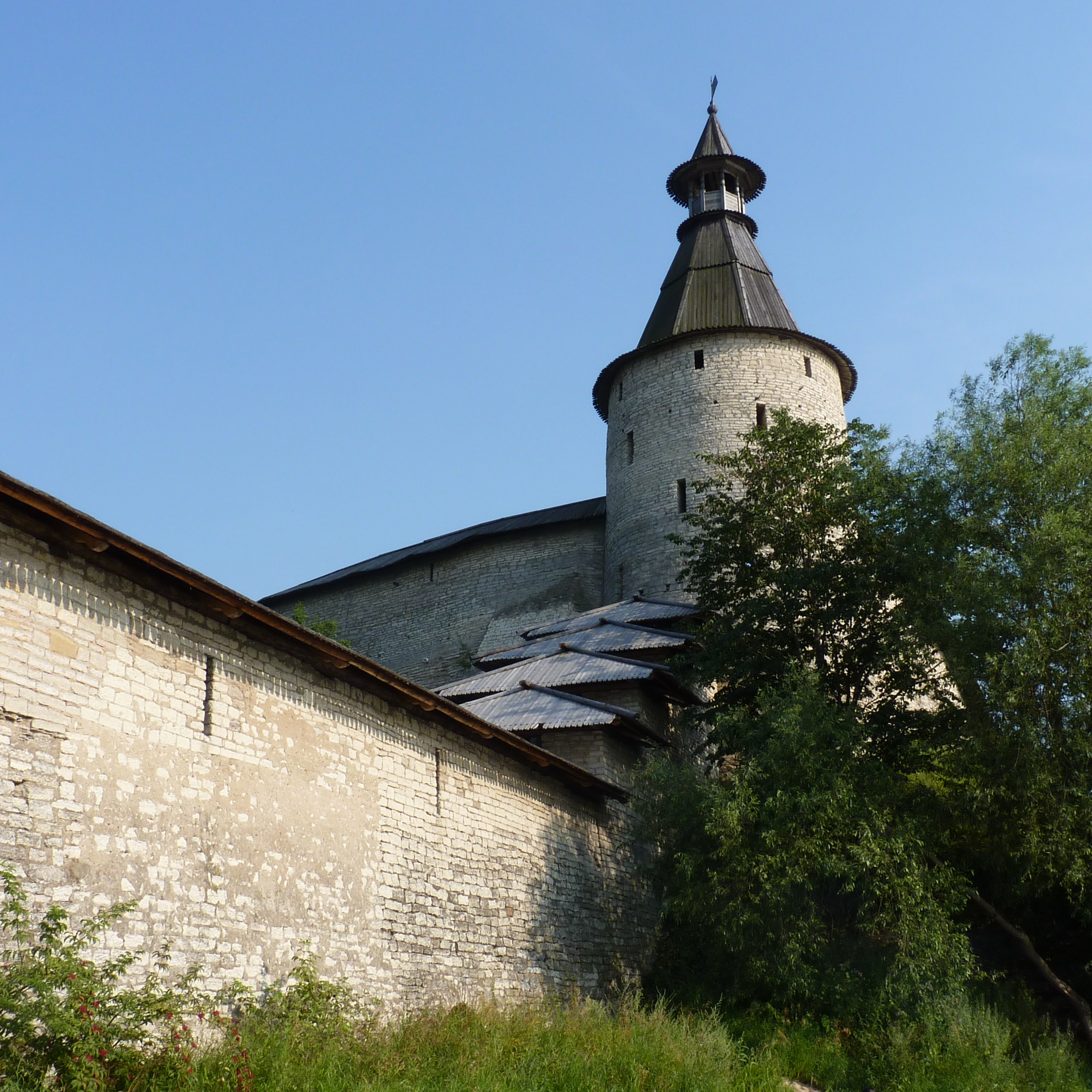
Torre Kutekroma Bašnja Kutekroma Башня Кутекрома
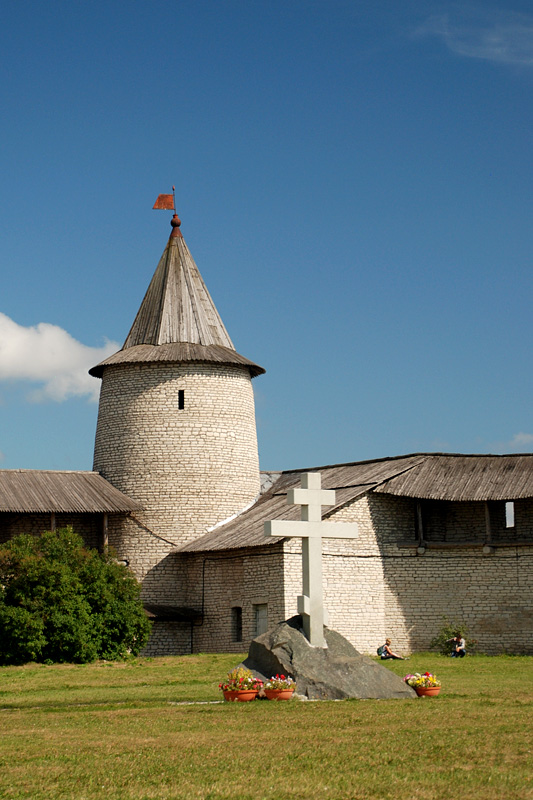
Torre di Dovmont Dovmontova Bašnja Довмонтова башня
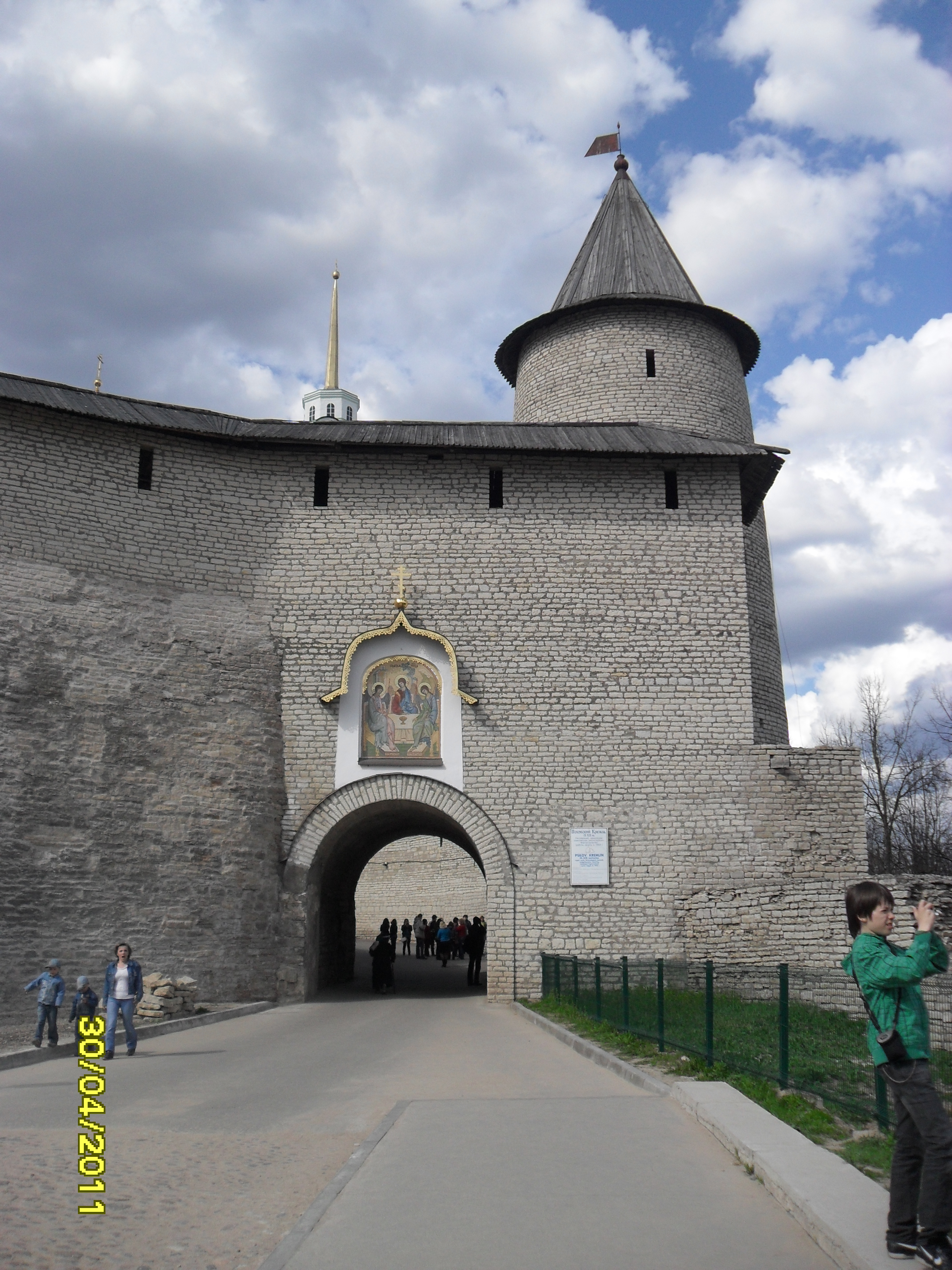
Porta Grande Velikie Vorota Великие ворота